# Gmina Kamienna Góra
Gmina Kamienna Góra je polská vesnická gmina ve stejnojmenném okrese v Dolnoslezském vojvodství. Sídlem gminy je město Kamienna Góra, ačkoliv město samotné není součástí gminy. V roce 2020 zde žilo 8 997 obyvatel.
Gmina má rozlohu 158,0 km² a zabírá 39,9 % rozlohy okresu. Skládá se z 21 starostenství.

## Části gminy
Starostenství
Chadrów, Czarnów, Dobromyśl, Dębrznik, Gorzeszów, Janiszów, Jawiszów, Kochanów, Krzeszów, Krzeszówek, Leszczyniec, Lipienica, Nowa Białka, Ogorzelec, Olszyny, Pisarzowice, Przedwojów, Ptaszków, Raszów, Rędziny, Szarocin
Sídla bez statusu starostenství
Betlejem